# 잔털귀난쟁이여우원숭이
잔털귀난쟁이여우원숭이(Cheirogaleus crossleyi)는 다른 여우원숭이와 마찬가지로, 마다가스카르섬에서 유일하게 발견되는 난쟁이여우원숭이속의 영장류이다. 등쪽에는 붉은 갈색, 그리고 배 쪽으로는 잿빛 털을 지니고 있다. 이 종의 눈꺼플은 검무스름하고 귀 안팎은 검다. 치열은 위아래 턱 모두 2:1:3:3이다.